# Conception (Band)
Conception ist eine Power-/Progressive-Metal-Band aus Raufoss, Norwegen.

## Geschichte
Die Band wurde 1989 in Norwegen vom Gitarristen Tore Østby, Sänger Dag Østby, Schlagzeuger Werner Skogli und Bassisten Freddy Samsonstuen gegründet. Ein Jahr später verließ Dag die Band. Neuer Sänger wurde Roy Khan, ein Opernsänger (1998 bis 2011 Sänger von Kamelot). Zuerst übernahm die Band den Vertrieb des Debütalbums The Last Sunset mit dem eigenen Label CSF Records, unterschrieb aber 1993 einen Vertrag mit Noise Records. Dort erschien das zweite Album Parallel Minds. 1995 erschien das dritte Album In Your Multitude, 1997 das vierte und letzte Album Flow, das Einflüsse des Flamenco aufwies. Danach trennte sich die Band.
Conception wurden 2005 für kurze Zeit wiedervereinigt und spielten auf dem US-amerikanischen Progressive-Metal-Festival und einem Festival in Norwegen.
2018 hat sich Conception wiedervereinigt. Die EP "My Dark Symphony". erschien am 23. November des Jahres. Am 3. April 2020 erschien das Album "State of Deception".

## Diskografie
- 1991: The Last Sunset (CSF Records, Wiederveröffentlichung 1994)
- 1993: Parallel Minds (Noise Records)
- 1995: Guilt / Sundance (Noise Records, EP)
- 1995: In Your Multitude (Noise Records)
- 1997: Flow (Noise Records)
- 2018: My Dark Symphony (Conception Sound Factory, EP)
- 2020: State of Deception